# 余目バイパス
余目バイパス（あまるめバイパス）は、山形県東田川郡庄内町余目から同町跡までの区間を通る山形県道44号余目温海線および山形県道117号余目松山線のバイパス道路である。

元々は国道47号のバイパスとして建設・供用されていたが、2018年に当バイパスに並行する形で整備された余目酒田道路の開通に伴い全線が山形県に移管され、県道44号および117号に変更された。県道44号および117号は、当バイパスと余目駅前を通る従来の経路（余目酒田道路に対して旧々道）の両方が指定されたものの、2020年に当バイパスの経路に一本化された。

## 概要
- 起点：山形県東田川郡庄内町余目
- 終点：山形県東田川郡庄内町跡
- 全長：3,500m
- 車線数：片側1車線

## 通過する自治体
- 山形県
  - 東田川郡庄内町 - 酒田市 - 東田川郡庄内町

## 接続路線
- 山形県道117号余目松山線（庄内町余目矢口）
- 山形県道44号余目温海線（同町余目矢口）
- 山形県道43号余目加茂線（同町余目土堤下）
- 国道47号余目酒田道路（同町余目、余目交差点）
- 山形県道357号浜中余目線（同町余目）
- 山形県道44号余目温海線（同町跡）